# 中日聯合宣言
《中日关于建立致力于和平与发展的友好合作伙伴关系的联合宣言》（日语：平和と発展のための友好協力パートナーシップの構築に関する日中共同宣言），简称《中日联合宣言》、《日中联合宣言》，為1998年11月26日，時任中共中央總書記、中國國家主席江澤民訪問日本，與時任日本內閣總理大臣小淵惠三舉行峰會後共同發表的宣言。这份文件确立了双方的“友好合作伙伴关系”，也是中日四个重要政治文件中唯一一份没有双方签名的文件。

## 背景
1998年11月25日至30日，正值《中日和平友好条约》缔结20周年之际，时任中华人民共和国主席江泽民受邀访问日本国，系江泽民出任中共中央总书记后第二次访日。在访问期间，江泽民受到明仁天皇和美智子皇后会见，并受邀在早稻田大学做了题为《以史为鉴　开创未来》的演讲。
江泽民等人也与日本内阁总理大臣小渊惠三等人举行会谈，深入交换了双方的观点。会上，中日双方都同意中日关系对两国均为最重要的双边关系之一，并深刻认识到双方在和平与发展方面的作用与责任，宣布面向21世纪，建立致力于和平与发展的友好合作伙伴关系。会后，双方发布了这份宣言。
就双方没有均签署这份文件的问题，共同社记者在11月28日的记者会上询问江泽民，江泽民表示，双方都未考虑过要签署这份宣言，但他认为，公布的宣言是双方的庄严承诺，应当遵守。

## 具体内容
《中日联合宣言》分为四段。序言首先介绍了江泽民访日及其背景。第一章主要介绍双方的安全观，重申双方交往基于和平共处五项原则和《联合国宪章》的基本准则，表达了支持联合国安理会改革、支持销毁核武器、反对核扩散与核试验、加强双方交流合作的四项主张。第二章主要表述了双方对于亚太地区形势的观点，双方均认为亚洲将会在世界舞台上起到更加重要的作用，双方支持维护地区和平并主张以和平方式解决争端，不行使武力或以武力相威胁，同时双方也对亚洲金融危机表示关切，并表示将积极参与东盟地区论坛等地区协作机制，支持一切增进双方互信的措施。在第三章中，双方宣布面向21世纪，建立致力于和平与发展的友好合作伙伴关系，双方重申恪守《中日联合声明》和《中日和平友好条约》，以正视过去、正确认识历史为发展关系的重要基础，双方确信增强人员往来对增进互信十分重要；此外，拟双方设置专线电话，并将加强双方的对话机制，促进双方的青少年合作；双方决定在平等互利基础上，建立长期稳定的经贸合作关系，进一步拓展在高新科技、信息、环保、农业、基础设施等领域的合作。此外，日方重申了一个中国原则，表示支持中国加入世界贸易组织，并将遵守村山谈话精神，对过去的历史表示反省。

## 影响
以这一联合宣言的精神为基，双方签署了《中日关于进一步发展青少年交流的框架合作计划》、《中日面向21世纪的环境合作的联合公报》以及《中日关于在科学与产业技术领域开展交流与合作的协定》，促进青少年交流、环境合作和科学与产业技术合作；并发布了《中日两国关于面向21世纪加强合作的联合新闻公报》。其中，《科技领域交流合作协定》中涉及的新干线等技术的出口问题，为后来中华人民共和国高速铁路的发展创造了条件。在这份文件中，双方就致力于和平与发展的友好合作伙伴关系这一点，重新定位双方关系为“友好合作伙伴关系”，确定了中日关系于二十一世纪发展的方向；日方也首次同意以“侵略”二字来描述近代的中日战争史，重申遵守村山谈话精神。